# Hoằng Yến
Hoằng Yến là một xã thuộc huyện Hoằng Hóa, tỉnh Thanh Hóa, Việt Nam.
Xã Hoằng Yến có diện tích 9,76 km², dân số năm 1999 là 4329 người, mật độ dân số đạt 444 người/km².